# 24 Xmas Time (Mai Kuraki)
"24 Xmas Time" là Single thứ 30 của nữ ca sĩ Nhật Bản Mai Kuraki, được phát hành vào ngày 26 tháng 11 năm 2008, single bao gồm CD+DVD. Single "24 Xmas Time" có phần hát rap do sự tham gia của nghệ sĩ nhạc hip-hop Ken-Ryw

## Cộng tác
- TBS "Koisuru Hanikami!" November ending theme (#1)
- Music.jp CM song (#1)
- Daiba Memorial Tree image song (#1)

## Danh sách bài hát
Tất cả lời bài hát được viết bởi Mai Kuraki.
| Limited Edition CD | Limited Edition CD            | Limited Edition CD |
| STT                | Nhan đề                       | Thời lượng         |
| ------------------ | ----------------------------- | ------------------ |
| 1.                 | "24 Xmas Time"                | 4:17               |
| 2.                 | "All I want"                  | 5:01               |
| 3.                 | "24 Xmas Time (Instrumental)" | 4:17               |
| 4.                 | "All I want (Instrumental)"   | 4:58               |

| Limited Edition DVD | Limited Edition DVD         | Limited Edition DVD |
| STT                 | Nhan đề                     | Thời lượng          |
| ------------------- | --------------------------- | ------------------- |
| 1.                  | "24 Xmas Time (Music Clip)" |                     |

| Regular Edition CD | Regular Edition CD                          | Regular Edition CD |
| STT                | Nhan đề                                     | Thời lượng         |
| ------------------ | ------------------------------------------- | ------------------ |
| 1.                 | "24 Xmas Time"                              | 4:17               |
| 2.                 | "All I want"                                | 5:01               |
| 3.                 | "24 Xmas Time (Grinch Remix) (Bonus track)" | 5:38               |
| 4.                 | "24 Xmas Time (Instrumental)"               | 4:17               |
| 5.                 | "All I want (Instrumental)"                 | 4:58               |

## Charts

#### OriconSales Chart
| Release              | Chart                        | Peak Position | First Week Sales | Sales Total | Chart Run |
| -------------------- | ---------------------------- | ------------- | ---------------- | ----------- | --------- |
| 26 tháng 11 năm 2008 | Oricon Daily Singles Chart   | 5             |                  |             |           |
| 26 tháng 11 năm 2008 | Oricon Weekly Singles Chart  | 7             | 21.002           | 26.586      | 4 weeks   |
| 26 tháng 11 năm 2008 | Oricon Monthly Singles Chart | 25            |                  |             |           |
| 26 tháng 11 năm 2008 | Oricon Yearly Singles Chart  | 305           |                  |             |           |

#### Billboard charts|Billboard Japan Sales Chart
| Release              | Chart                             | Peak Position |
| -------------------- | --------------------------------- | ------------- |
| 26 tháng 11 năm 2008 | Billboard Japan Hot 100           | 7             |
| 26 tháng 11 năm 2008 | Billboard Japan Hot 100 Airplay   | 17            |
| 26 tháng 11 năm 2008 | Billboard Japan Hot Singles Sales | 6             |